# بوفيديا
بلدية بوفيديا (بالإسبانية: Povedilla) هي بلدية تقع في مقاطعة البسيط التابعة لمنطقة كاستيا لا مانتشا وسط إسبانيا.

## الديموغرافيا
بلغ عدد سكان بلدية بوفيديا 543 نسمة عام 2011 (وفقاً للمعهد الوطني الإسباني للإحصاء).
| 745 | 719 | 672 | 646 | 595 | 571 | 543 |